# Sydafrikas Grand Prix 1965
Sydafrikas Grand Prix 1965 var det första av tio lopp ingående i formel 1-VM 1965.  

## Resultat
1. Jim Clark, Lotus-Climax, 9 poäng
2. John Surtees, Ferrari, 6
3. Graham Hill, BRM, 4
4. Mike Spence, Lotus-Climax, 3
5. Bruce McLaren, Cooper-Climax, 2
6. Jackie Stewart, BRM, 1
7. Jo Siffert, R R C Walker (Brabham-BRM)
8. Jack Brabham, Brabham-Climax
9. Paul Hawkins, John Willment Automobiles (Brabham-Ford)
10. Peter de Klerk, Otello Nucci (Alfa Romeo)
11. Tony Maggs, Reg Parnell (Lotus-BRM)
12. Frank Gardner, John Willment Automobiles (Brabham-BRM)
13. Sam Tingle, Sam Tingle (LDS-Alfa Romeo)
14. David Prophet, David Prophet (Brabham-Ford)
15. Lorenzo Bandini, Ferrari (varv 66, tändning)

### Förare som bröt loppet
- Bob Anderson, DW Racing Enterprises (Brabham-Climax) (varv 50, för få varv)
- Joakim Bonnier, R R C Walker (Brabham-Climax) (42, koppling)
- Jochen Rindt, Cooper-Climax (39, elsystem)
- John Love, John Love (Cooper-Climax) (20, bakaxel)
- Dan Gurney, Brabham-Climax (11, tändning)

### Förare som ej kvalificerade sig
- Trevor Blokdyk, Trevor Blokdyk[1] (Cooper-Ford)
- Neville Lederle, Scuderia Scribante (Lotus-Climax)
- Doug Serrurier, Otello Nucci (LDS-Climax)
- Brausch Niemann, Ted Lanfear (Lotus-Ford)
- Ernie Pieterse, Lawson (Lotus-Climax)

### Förare som ej förkvalificerade sig
- Clive Puzey, Clive Puzey (Lotus-Climax)
- Jackie Pretorius, Team Pretoria (LDS-Alfa Romeo)
- Dave Charlton, Ecurie Tomahawk[2] (Lotus-Ford)